# Chim sâu mào ôliu
Chim sâu mào ôliu (danh pháp hai phần: Dicaeum pectorale) là một loài chim lá thuộc chi Dicaeum trong họ Chim sâu. Nó được tìm thấy ở viễn tây New Guinea và trên các đảo lân cận. Có hai phân loài: D. p. ignotum trên đảo Gebe và D. p. pectorale ở nơi khác. chim sâu mũ đỏ (D. geelvinkianum) và chim sâu Louisiade (D. nitidum) đôi khi được đưa vào loài này.